# Hildburghausen (district)
Districtul Hildburghausen este un Kreis în landul Turingia, Germania. 
1. 1 2  GeoNames